# Onthophagus capitosus
Onthophagus capitosus là một loài bọ cánh cứng trong họ Bọ hung (Scarabaeidae).